# Volo Aeroflot 145
Il volo Aeroflot 145 fu un incidente aereo avvenuto il 29 gennaio 1970, nei pressi di Murmansk, che coinvolse un Tu-124V operato dall'Aeroflot. Il volo, con una rotta da Leningrado a Murmansk, si schiantò, causando 11 vittime.

## L'aereo
Il Tu-124V, registrato come CCCP-45083 (numero di fabbrica 5351706, numero di serie 17-06), era stato prodotto dallo stabilimento aeronautico di Kharkiv il 31 maggio 1965, con una capacità di 56 passeggeri. Il 2 giugno dello stesso anno, l'aereo fu trasferito alla Direzione principale della flotta dell'aviazione civile dell'URSS e assegnato alla Divisione aviazione di Leningrado della Direzione settentrionale (in seguito Leningrado) dell'aviazione civile. Al momento dell'incidente, l'aereo aveva accumulato 7.425 ore di volo e 5.854 atterraggi.

## L'incidente
Il giorno dell'incidente, l'equipaggio del 205° squadrone di volo comprendeva il comandante Daniil Antonov, il primo ufficiale Vladislav Lazovsky, il navigatore Leonid Arlavitin e l'ingegnere di volo Valery Kravchenko. Le assistenti di volo Tamara Naroditskaya e Lyudmila Stefanskaya prestavano servizio in cabina. Alle 17:57, l'aereo partì dall'aeroporto Pulkovo di Leningrado e raggiunse un'altitudine di 8.400 metri.
In avvicinamento all'aeroporto di Kilp-Yavr di Murmansk (Murmansk-3), alle 19:13, l'equipaggio ricevette dal controllore del traffico aereo l'istruzione di scendere a una quota di 2.400 metri, con un avvicinamento all'atterraggio lungo una rotta magnetica di 35°. Il comandante iniziò la discesa. Le condizioni meteorologiche in quel momento erano favorevoli al volo: una copertura nuvolosa con un limite inferiore di 470 metri e la visibilità era di 6 chilometri. Alle 19:21, il controllore diede istruzioni al volo di scendere a 1.500 metri e poi a 700 metri. Alle 19:22, il comandante confermò la ricezione delle istruzioni. Alle 19:25, i piloti riferirono di aver completato la quarta virata, uscendo a una distanza di 40 chilometri dalla pista e 10 chilometri a destra della linea centrale. L'aereo continuò la discesa, sebbene il controllore di Kilp-Yavr non avesse ancora rilevato il volo 45083 sul radar. Inoltre, la comunicazione radio era instabile a causa degli aeroporti vicini nella regione che comunicavano con altri aerei.
Alle 19:27, il Tu-124, configurato per l'atterraggio (flap e carrello estesi), colpì una collina boscosa vicino al lago Kodyavr con un'angolazione di 3° con il muso verso il basso, nell'oscurità. L'impatto avvenne a un'altitudine di 320 metri sul livello del mare, 240 metri sopra il livello dell'aeroporto, 29,5 chilometri dalla soglia della pista e 8 chilometri a destra della linea centrale della pista. L'aereo continuò a scivolare lungo il pendio innevato, il quale aveva un'inclinazione di 4–4,5°. Le ali e i motori furono strappati via dall'impatto con gli alberi e la fusoliera si ruppe dietro la cabina di pilotaggio. La fusoliera fu trascinata per 624 metri. Non si verificò alcun incendio sul luogo dell'impatto.
Cinque persone morirono all'istante a causa dell'impatto con gli alberi. A causa del freddo estremo, altre sei persone morirono per ipotermia prima dell'arrivo dei soccorritori. In totale, 11 persone morirono nello schianto: tre membri dell'equipaggio (il capitano, il navigatore e l'ingegnere di volo) e otto passeggeri.

## La causa
La causa principale dell'incidente fu individuata nell'errore del comandante, che scese al di sotto della quota di sicurezza senza avere un riferimento visivo con i punti di riferimento a terra. Anche il controllore del traffico aereo commise un errore consentendo all'aereo di scendere e avvicinarsi all'atterraggio senza vederlo sul radar. Un fattore contribuente fu la presenza di una piccola collina vicino all'aeroporto che creò un punto cieco sul radar. Ulteriori fattori contribuenti includevano l'esperienza di volo relativamente scarsa di tre membri dell'equipaggio (il primo ufficiale, il navigatore e l'ingegnere di volo) sui Tu-124, aumentando il carico di lavoro del comandante. Inoltre, il navigatore sarebbe stato in uno stato mentale depressivo, avendo recentemente perso il padre.